# Phyllocnistis citronympha
Phyllocnistis citronympha är en fjärilsart som beskrevs av Edward Meyrick 1926. Phyllocnistis citronympha ingår i släktet Phyllocnistis och familjen styltmalar. Inga underarter finns listade i Catalogue of Life.